# Valdemierque
Valdemierque es un municipio y localidad española de la provincia de Salamanca, en la comunidad autónoma de Castilla y León. Se integra dentro de la comarca de la Tierra de Alba. Pertenece al partido judicial de Salamanca.
Su término municipal está formado por un solo núcleo de población, ocupa una superficie total de 17,30 km² y según los datos demográficos recogidos en el padrón municipal elaborado por el INE en el año 2017, cuenta con una población de 62 habitantes.
Las actividades principales son la ganadería vacuna, la porcina y la agricultura.
Desde 2007 se celebra anualmente en agosto la carrera "10km de Valdemierque" durante las fiestas en honor de san Roque.

## Historia
Su fundación se remonta a la repoblación efectuada por los reyes de León en la Edad Media, denominándose entonces "Val de Mielec", quedando integrado en dicha época en el cuarto de Allende el Río de la jurisdicción de Alba de Tormes, dentro del Reino de León. Asimismo, el actual despoblado de Velaviejo estaba adscrito entonces como pueblo en la misma demarcación, denominado entonces "Vela Vieyo", mientras que Abusejo de Arriba estaba encuadrado en el cuarto de Peña del Rey de la jurisdicción de Salamanca, denominado en el siglo XIII "Aguseio". En el siglo XV Valdemierque se denominaba ya "Valdemielque". Con la creación de las actuales provincias en 1833, Valdemierque quedó encuadrado en la provincia de Salamanca, dentro de la Región Leonesa, formando parte del partido judicial de Alba de Tormes hasta la desaparición de éste y su integración en el de Salamanca.

## Monumentos y lugares de interés
- La Mina[8] se encuentra situada antes de llegar a la población, desde Alba de Tormes, a la derecha, aun pueden encontrarse resto de las minas. Se conoce a este sitio singular "la Mina". Los trabajos de explotación de la mina se iniciaron a medidos del siglo XIX, llegando a su mayor auge casi un siglo después entre los años 1920 y 1950. La explotación tomó varios nombres a lo largo de su historia: Marthe, Concordia e Incognita. Los trabajos de la mina de Valdemierque fueron iniciados por empresas españolas en el siglo XIX, aunque los alemanes los continuaron con medios más sofisticados y centrados más en la búsqueda de wolframio. Esta mina fue rica en: estaño, galena, plomo, sheelita y wolfran. Actualmente el complejo esta transformado en explotación agraria, y la mayoría de los pozos han sido aterrados.[cita requerida]

## Cultura

### Fiestas
La fiesta local se celebra el día 16 de agosto, "San Roque" patrono de la localidad.

## Demografía
Valdemierque cuenta con una población de 59 habitantes (INE 2024).
| Gráfica de evolución demográfica de Valdemierque entre 1842 y 2021                                                  |
| |
| Población de derecho según los censos de población del INE Población de hecho según los censos de población del INE |

### Núcleos de población
El municipio se divide en varios núcleos de población, que poseían la siguiente población en 2017 según el INE.
| Núcleo de población | Población |
| ------------------- | --------- |
| Valdemierque        | 54        |
| Abusejo de Arriba   | 8         |
| Abusejo de Abajo    | 0         |
| Valdelavade         | 0         |
| Velaviejo           | 0         |

### Transporte
El municipio está relativamente bien comunicado por carretera, siendo atravesado por la DSA-120 que permite de un lado acceder a Martinamor y la nacional N-630, que une Gijón con Sevilla y al acceso a la autovía Ruta de la Plata de idéntico recorrido y del otro lado comunica con los vecinos municipios de Terradillos y Alba de Tormes enlazando con la carretera CL-510.
En cuanto al transporte público se refiere, tras el cierre de la ruta ferroviaria de la Vía de la Plata, que pasaba por el municipio de Alba de Tormes y contaba con estación en el mismo, no existen servicios de tren en el municipio ni en los vecinos, ni tampoco línea regular con servicio de autobús. Por otro lado el aeropuerto de Salamanca es el más cercano, estando a unos 22 km de distancia.

## Administración y política
| Partido político                         | 2019  | 2019  | 2019       | 2015  | 2015  | 2015       | 2011  | 2011  | 2011       | 2007  | 2007  | 2007       | 2003  | 2003  | 2003       |
| Partido político                         | %     | Votos | Concejales | %     | Votos | Concejales | %     | Votos | Concejales | %     | Votos | Concejales | %     | Votos | Concejales |
| Partido Socialista Obrero Español (PSOE) | 42,5  | 17    | 1          | 64,00 | 32    | 2          | 29,17 | 14    | 1          | 68,29 | 28    | 1          | 69,77 | 30    | 1          |
| Partido Popular (PP)                     | 15,00 | 6     | 1          | 32,00 | 16    | 1          | 70,83 | 34    | 2          | 19,51 | 8     | 0          | 18,60 | 8     | 0          |